# Dramatiska institutet

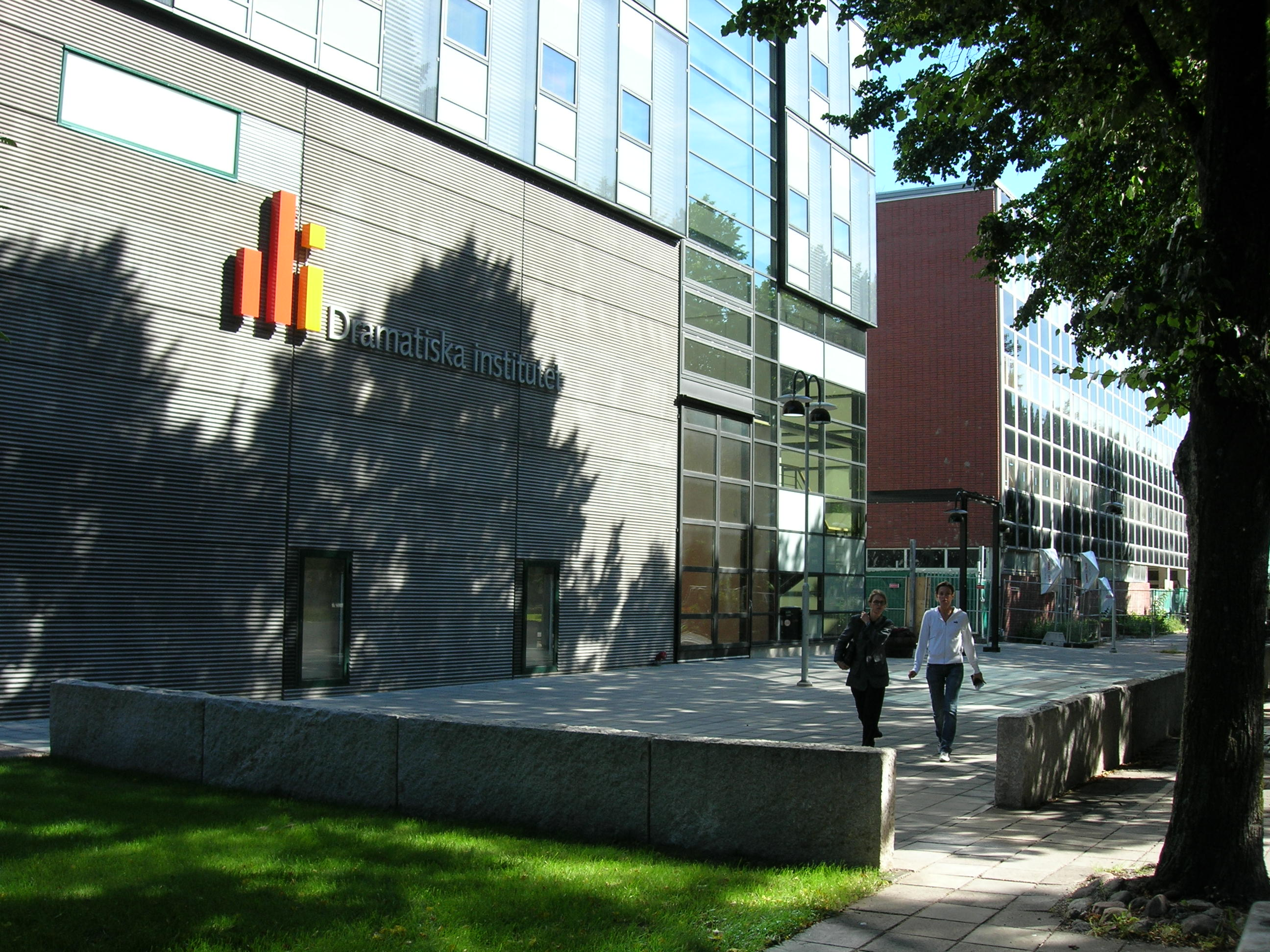
Dramatiska institutet w Sztokholmie

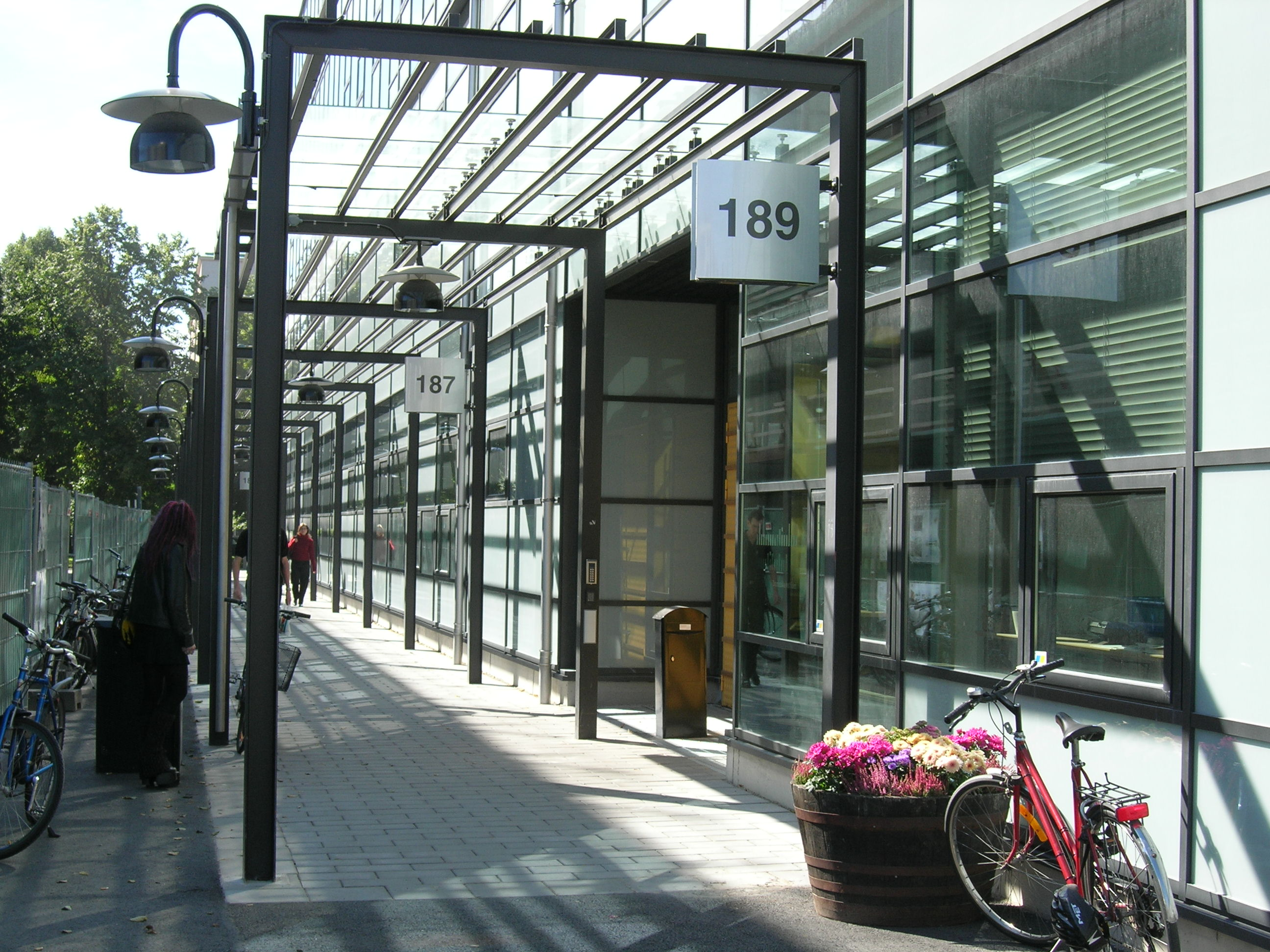
Dramatiska institutet Wejście do szkoły

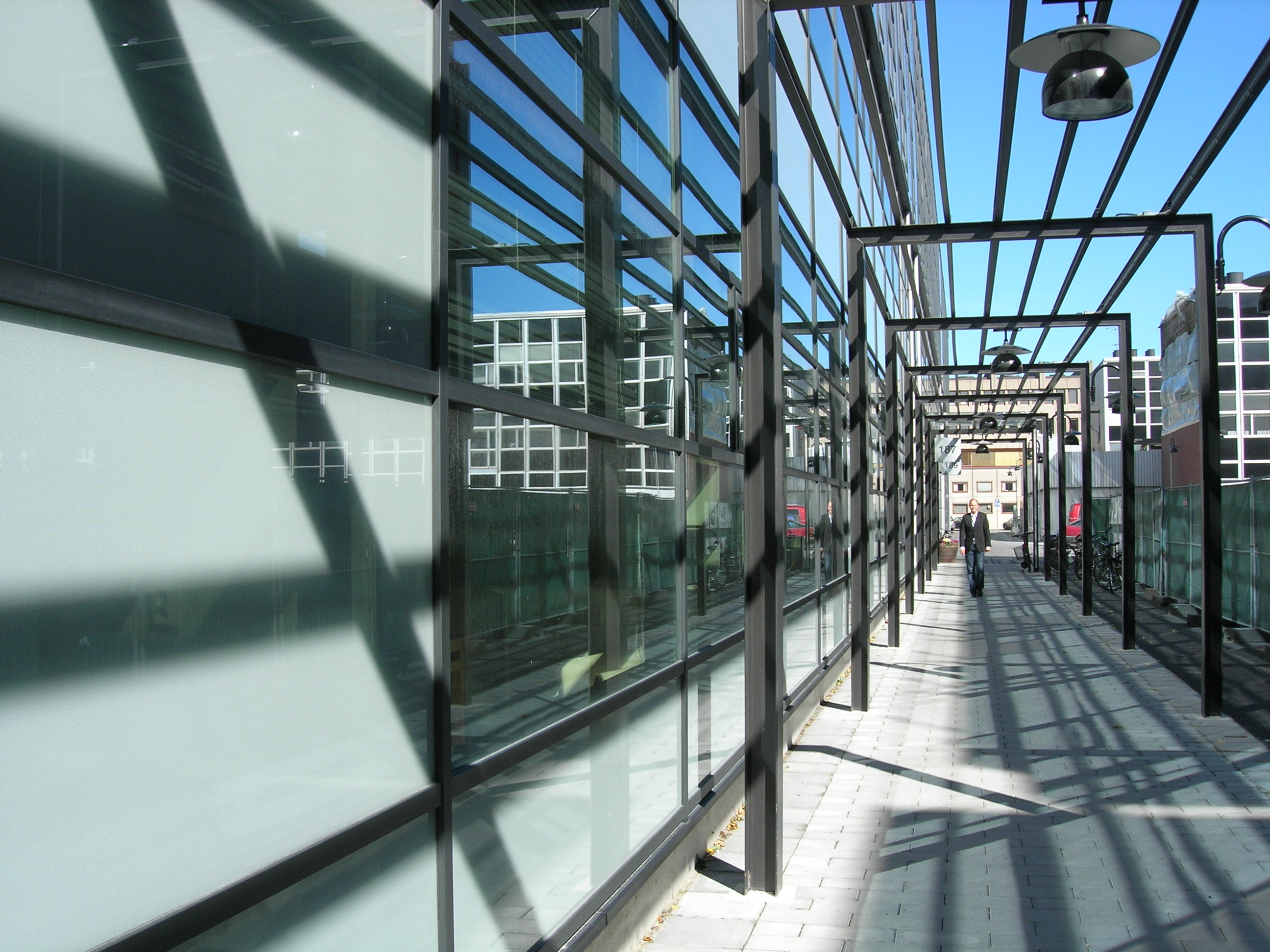
Dramatiska institutet

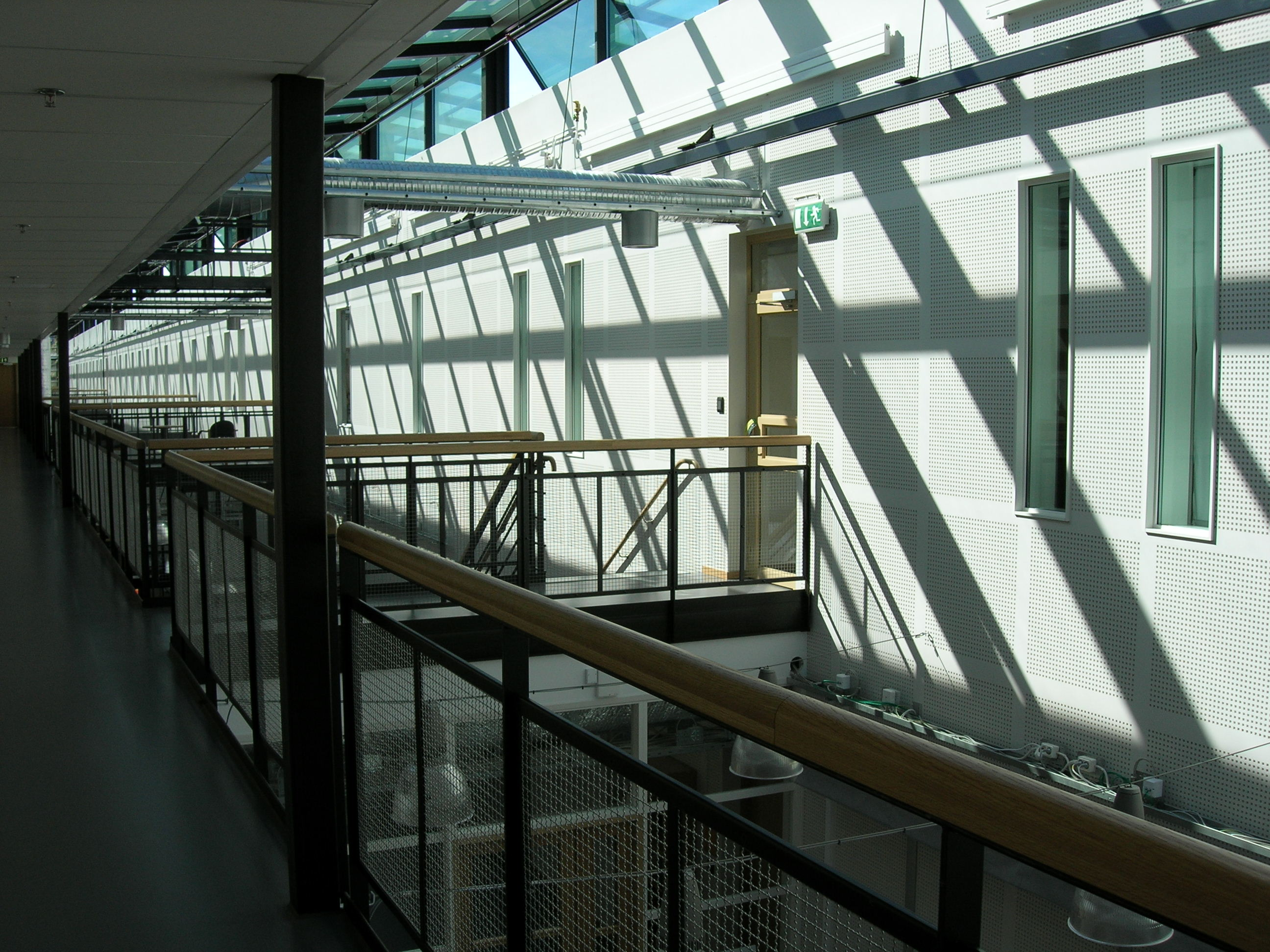
Dramatiska institutet

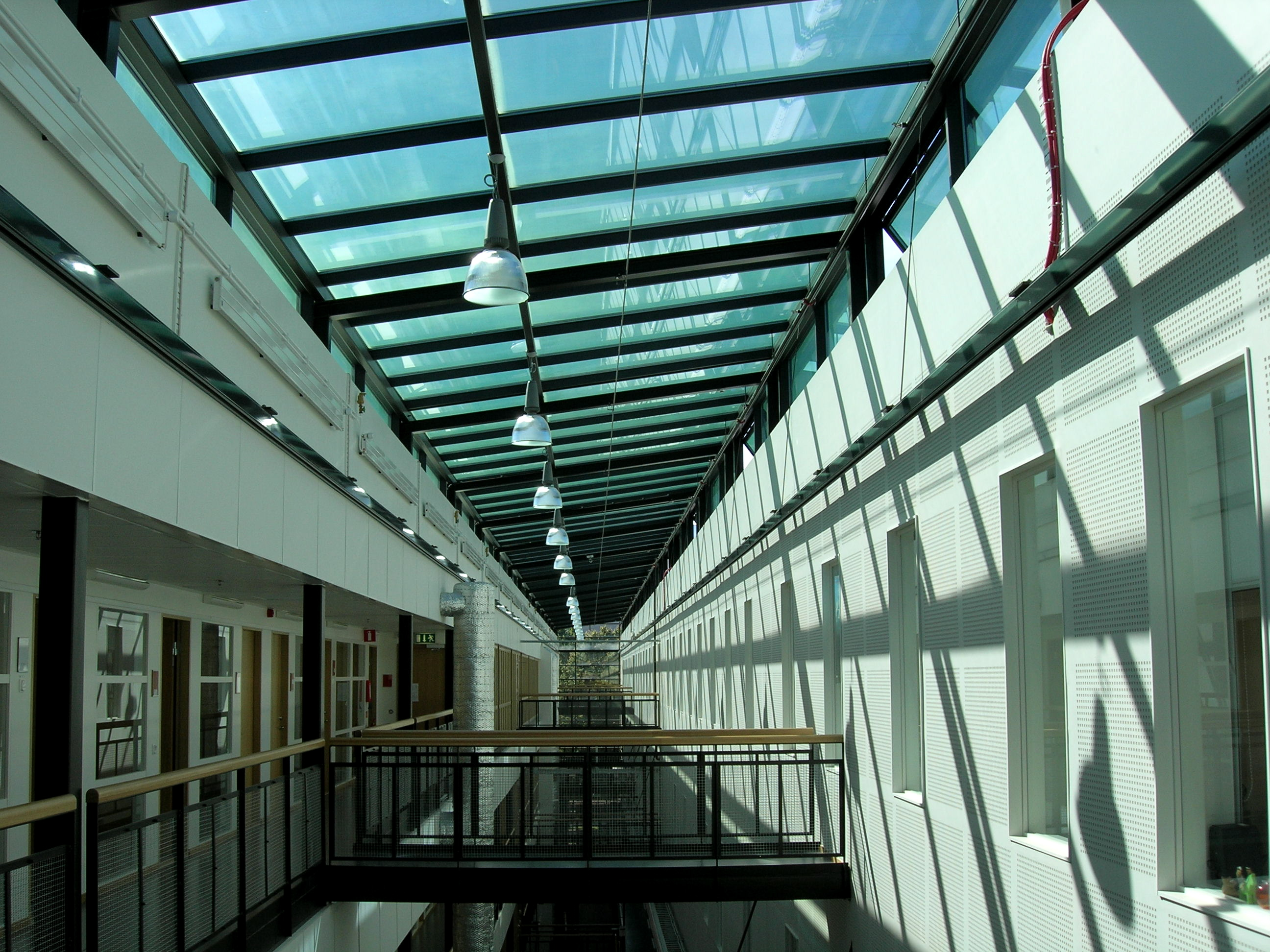
Dramatiska institutet

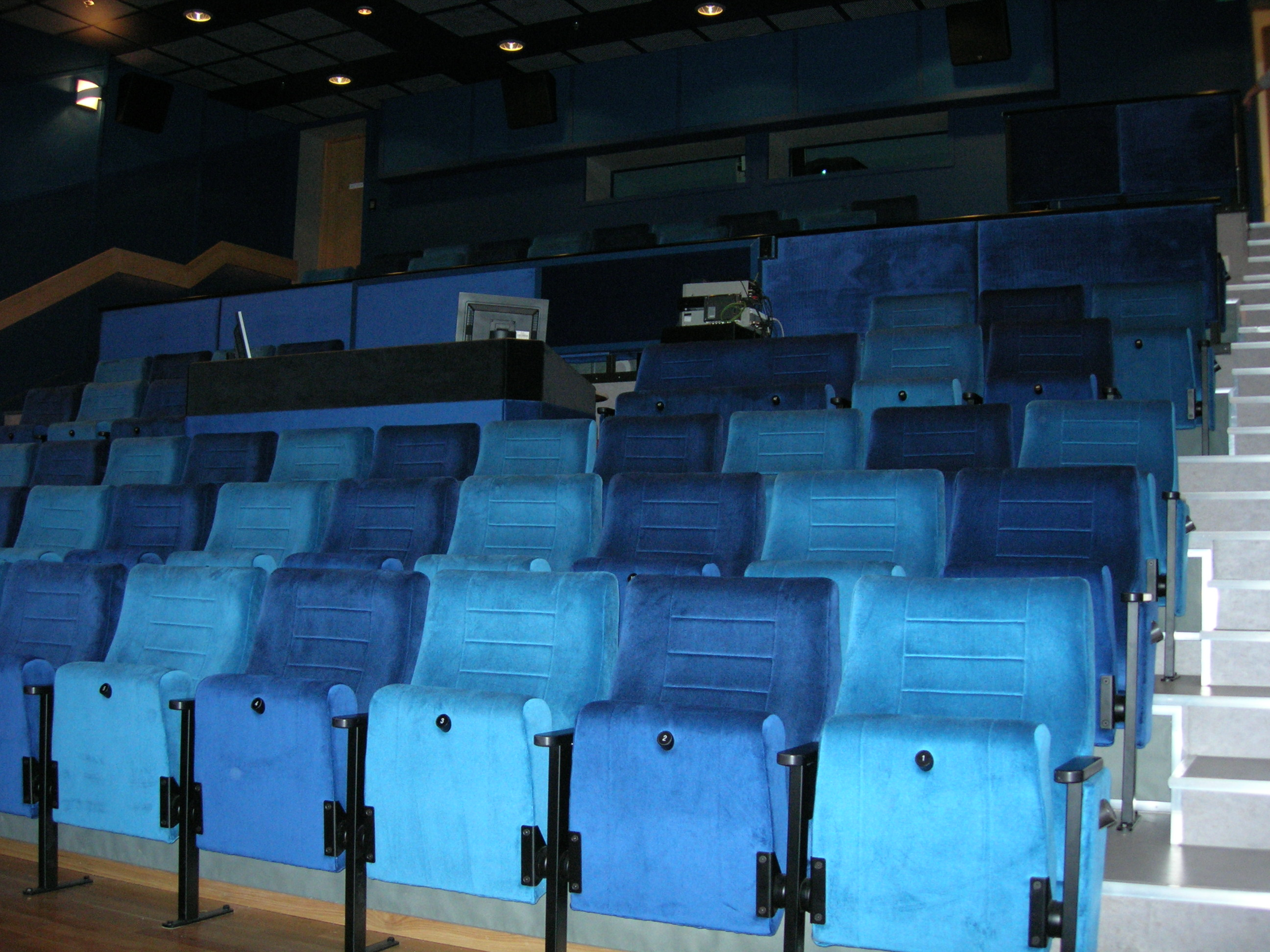
Dramatiska institutet Kino

Dramatiska institutet – Państwowa Wyższa Szkoła Filmowa w Sztokholmie, założona 1970 roku. Szkoła kształci na studiach pierwszego (licencjackie) i drugiego stopnia (magisterskie uzupełniające).

## Kierunki kształcenia

### Wydział Filmu
- Reżyseria
- Scenariusz
- Operatorski
- Montaż
- Dźwięk w filmie
- Produkcja filmowa
- Dokumentalista

### Wydział Radia
- Produkcja radiowa

### Wydział Telewizji
- Produkcja telewizyjna

### Wydział teatru
- Dramaturg
- Reżyseria teatralna
- Produkcja teatralna
- Dźwięk
- Operator teatralny
- Perukarz
- Scenografia
- Technik teatralny

### Studia II stopnia
- Produkcja filmowa w Skandynawii
- Międzynarodowa produkcja sceniczna
- Kierunek: Media
- Kierunek: Programy dla Młodego widza w Radiu i TV
- Kierunek: Dramturg
- Reżyseria teatralna
- Sztuka dźwięku
- Scenariusz
- Muzyka filmowa

## Galeria

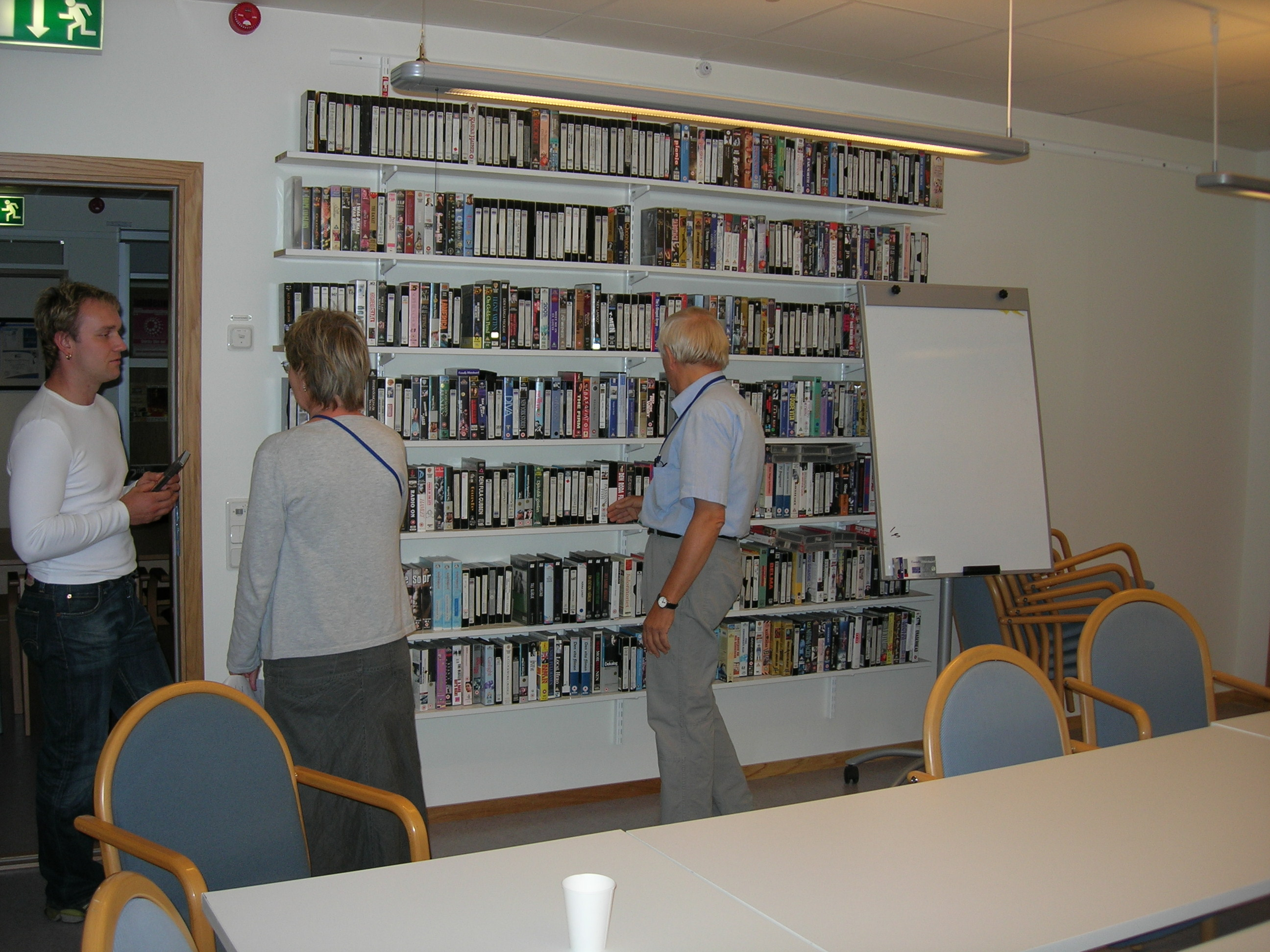
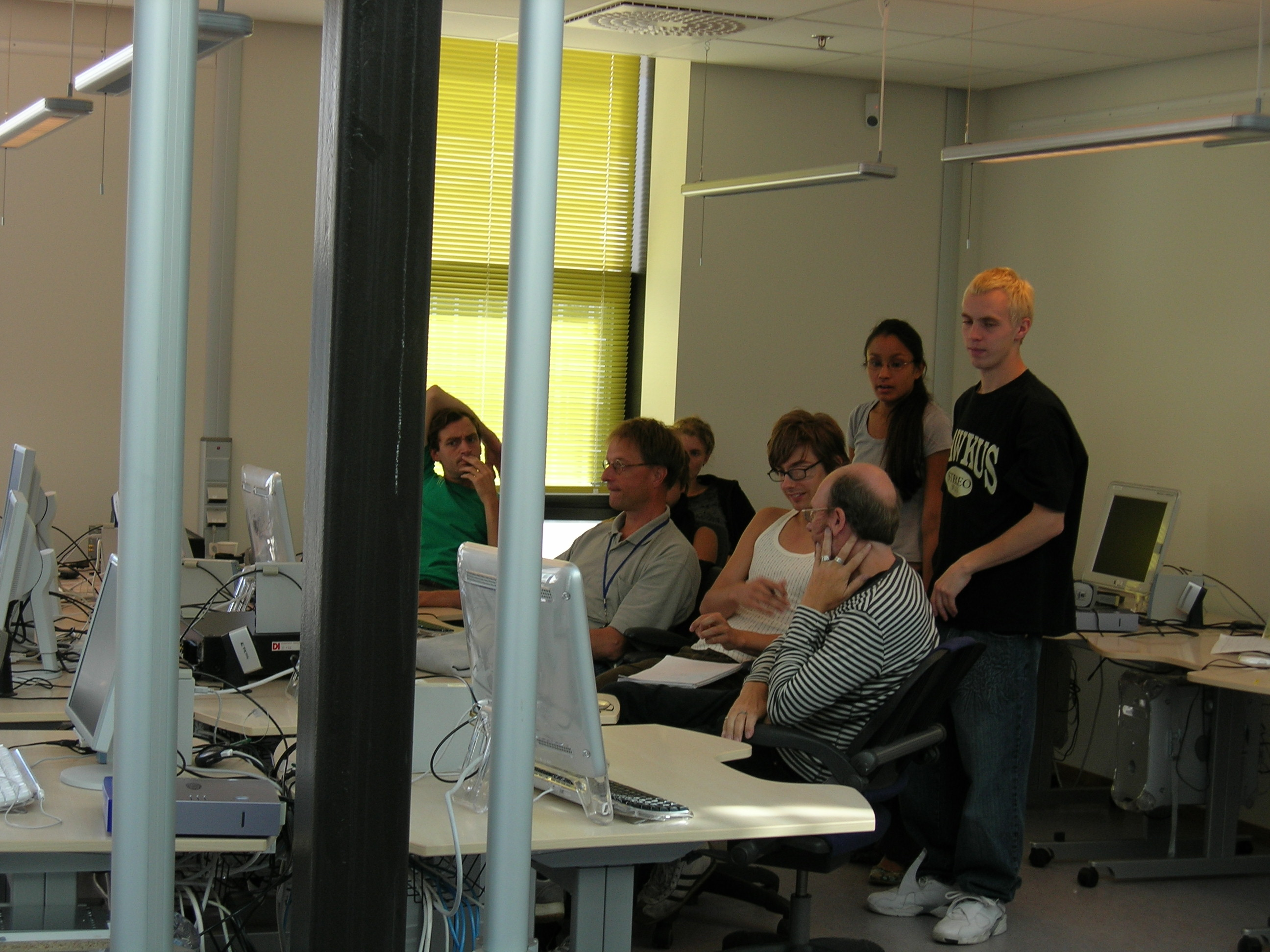
Ćwiczenia
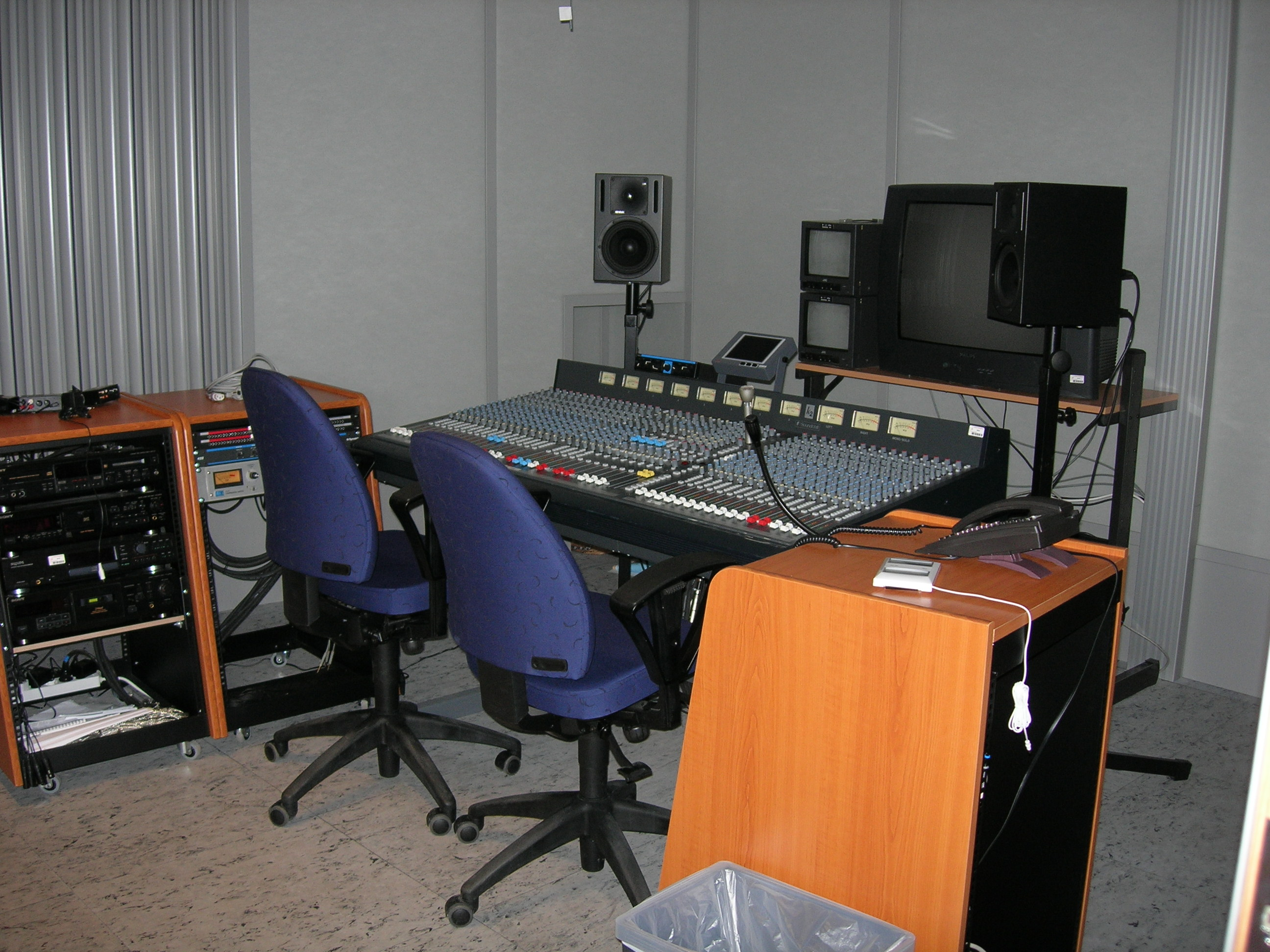
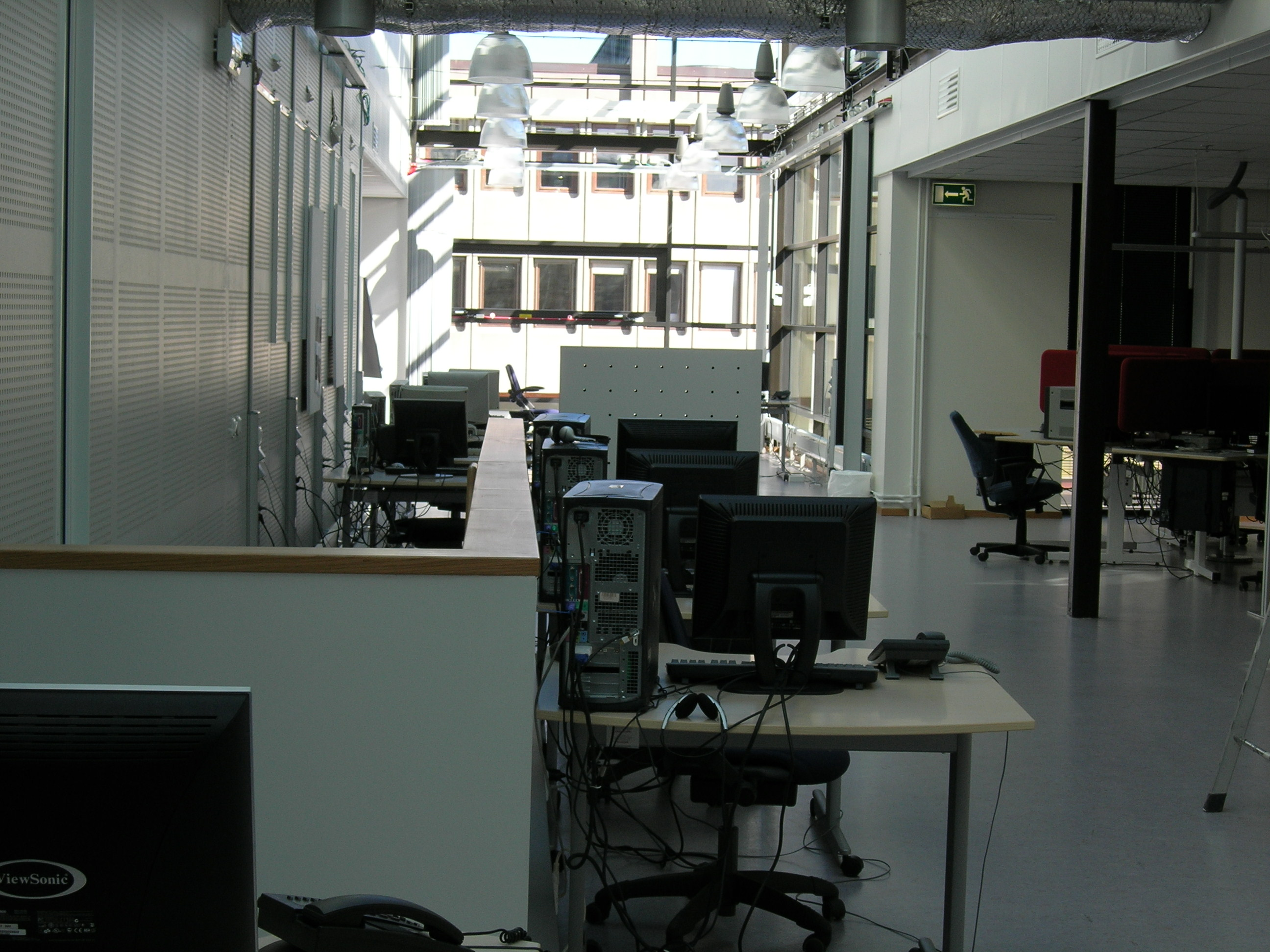
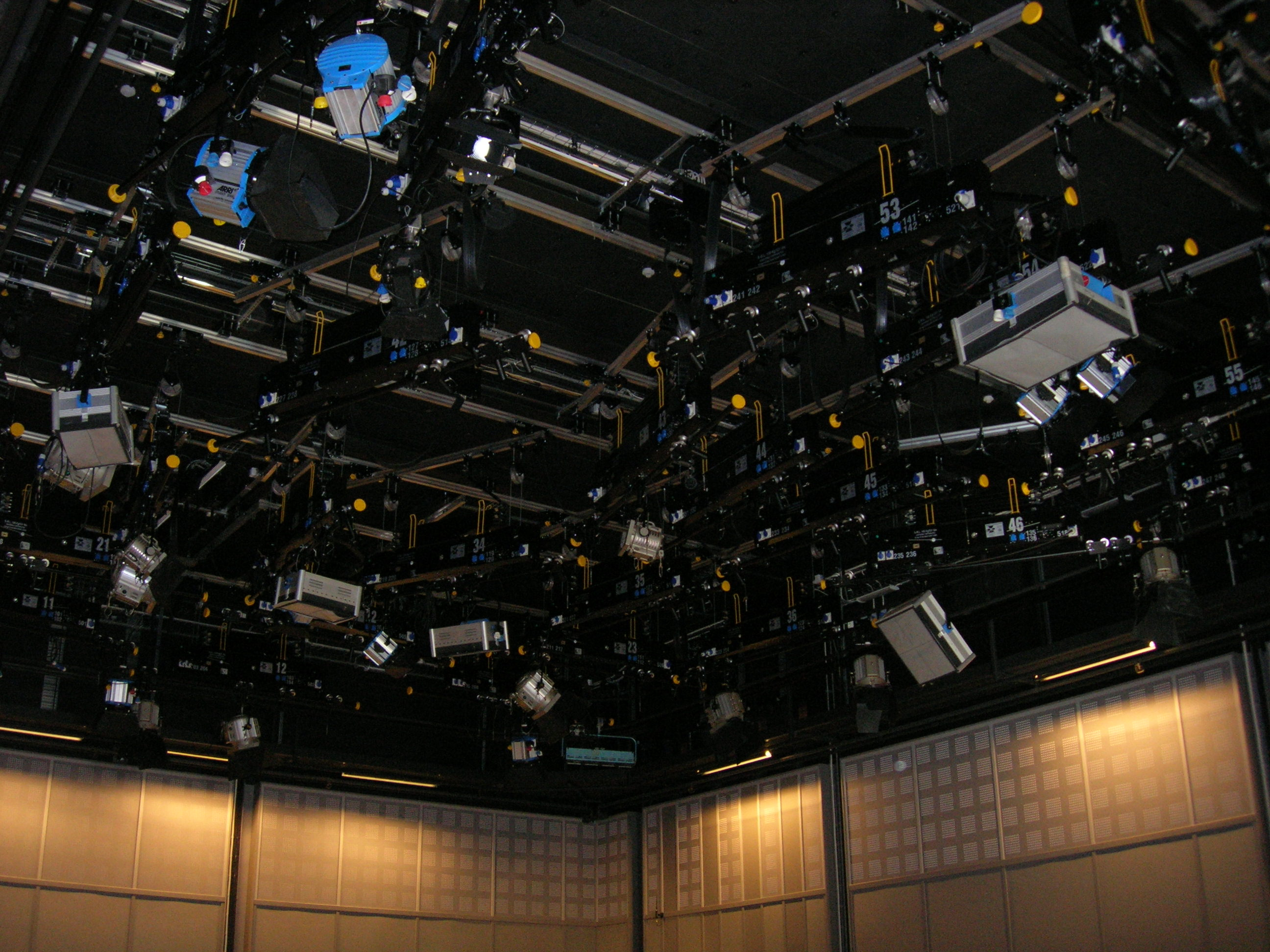
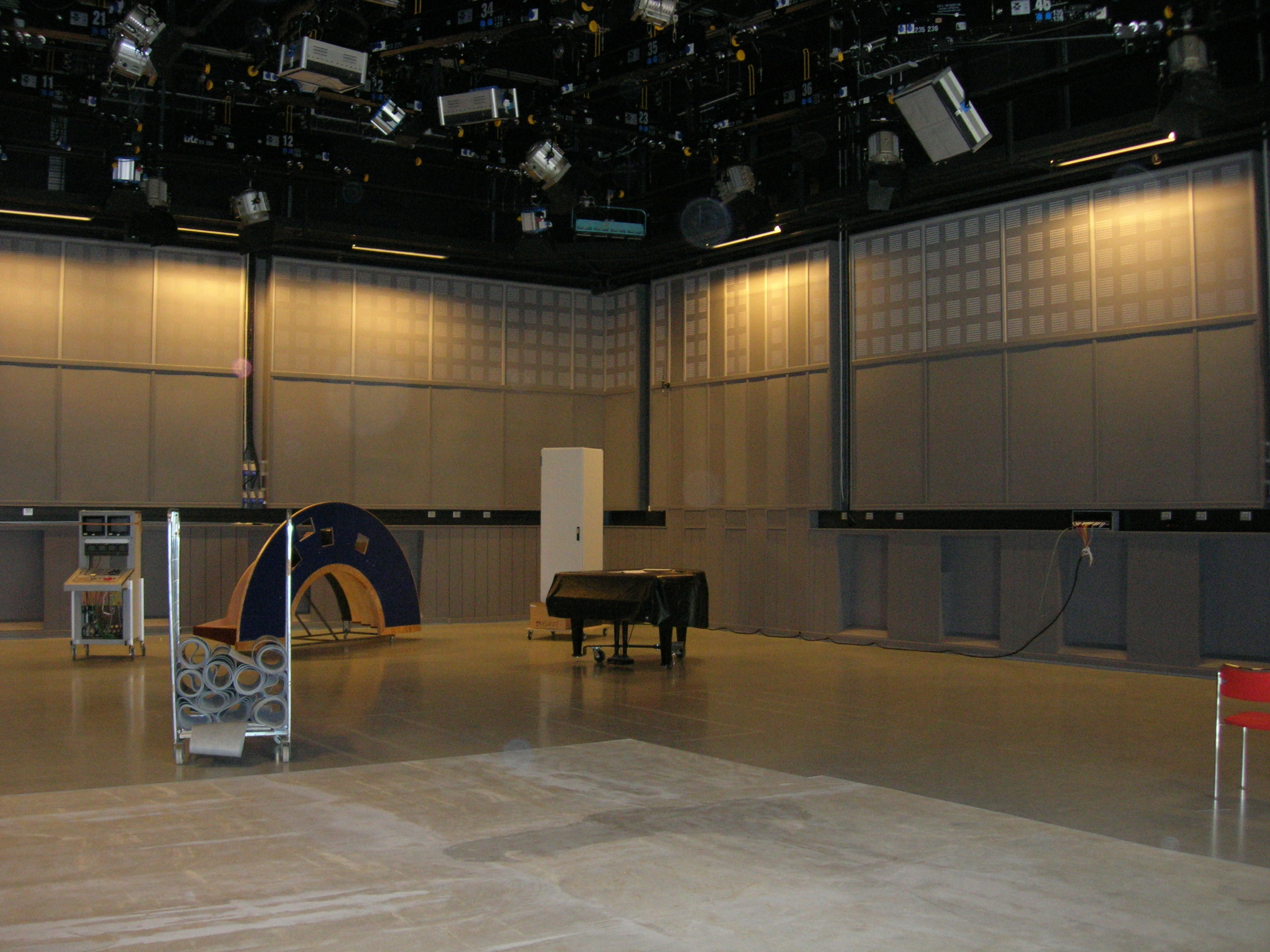